# Kanał żeglugowy

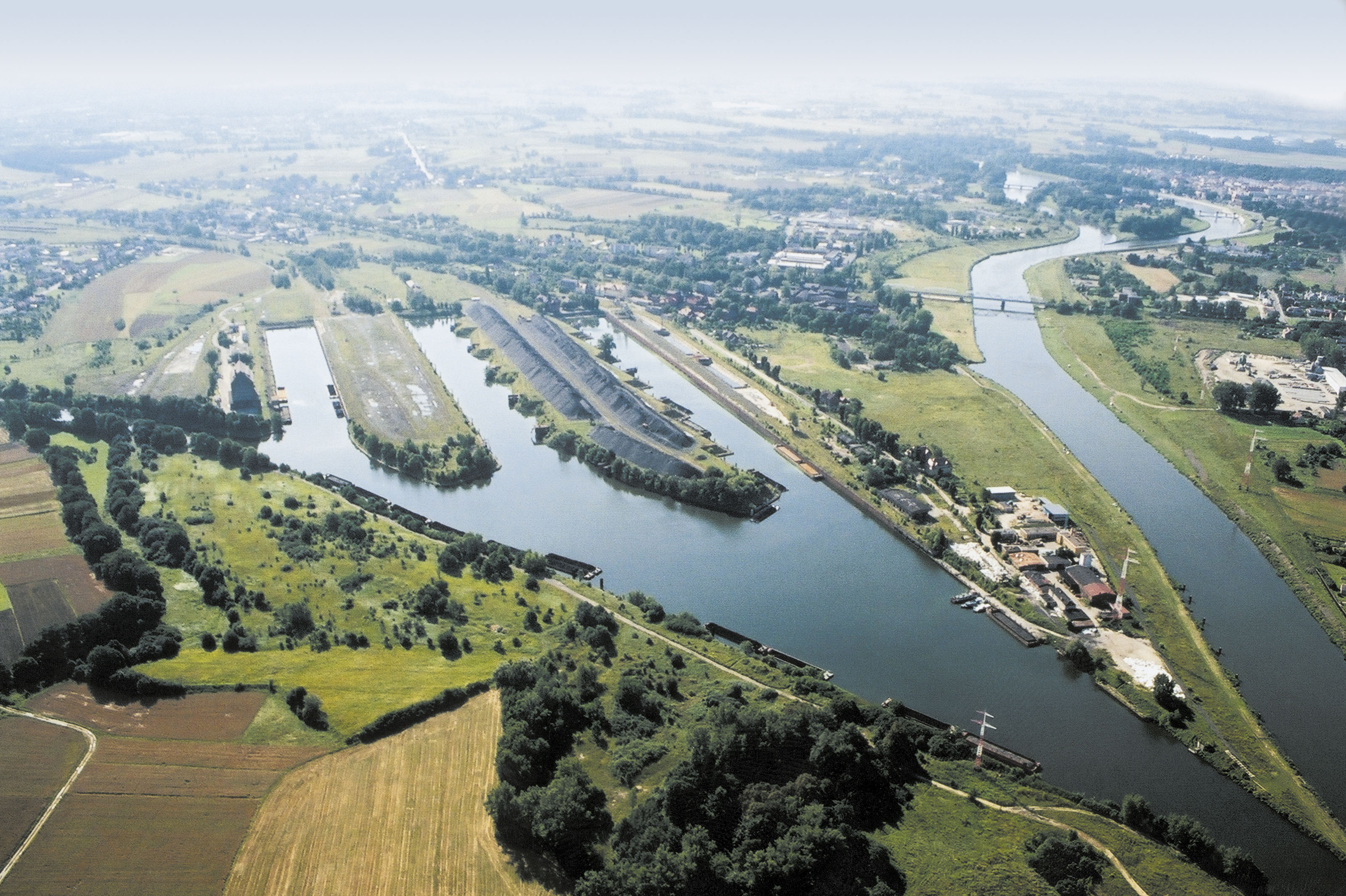
Początek Kanału Gliwickiego na Odrze w Kędzierzynie-Koźlu.

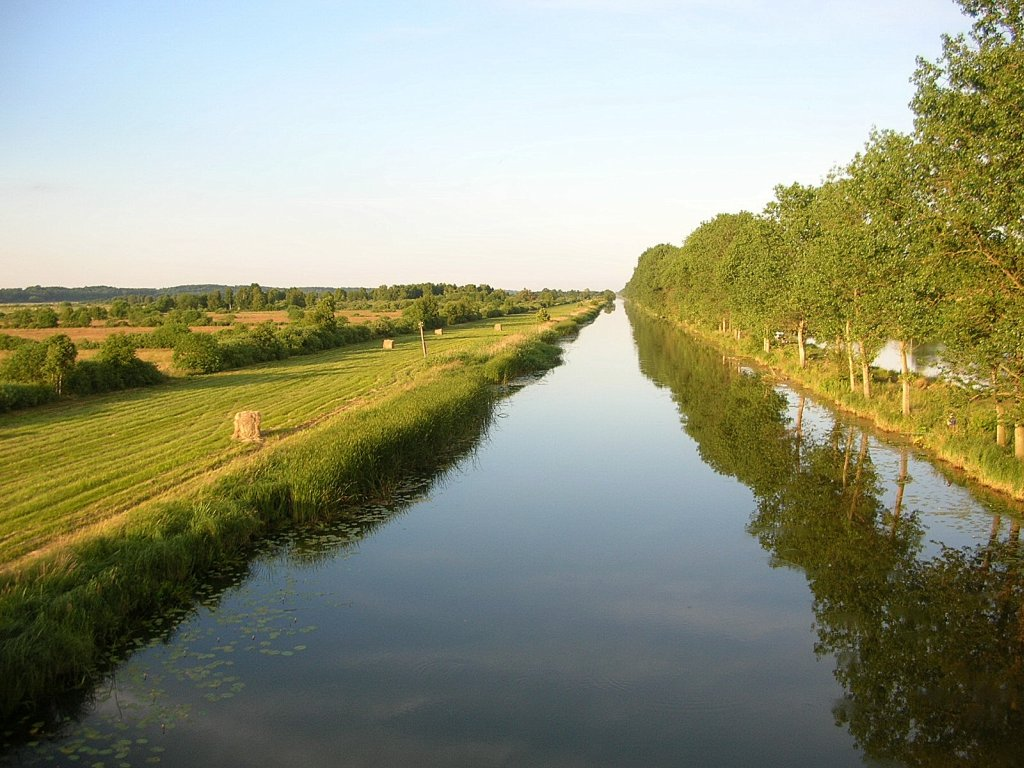
Kanał Bydgoski pod Nakłem.

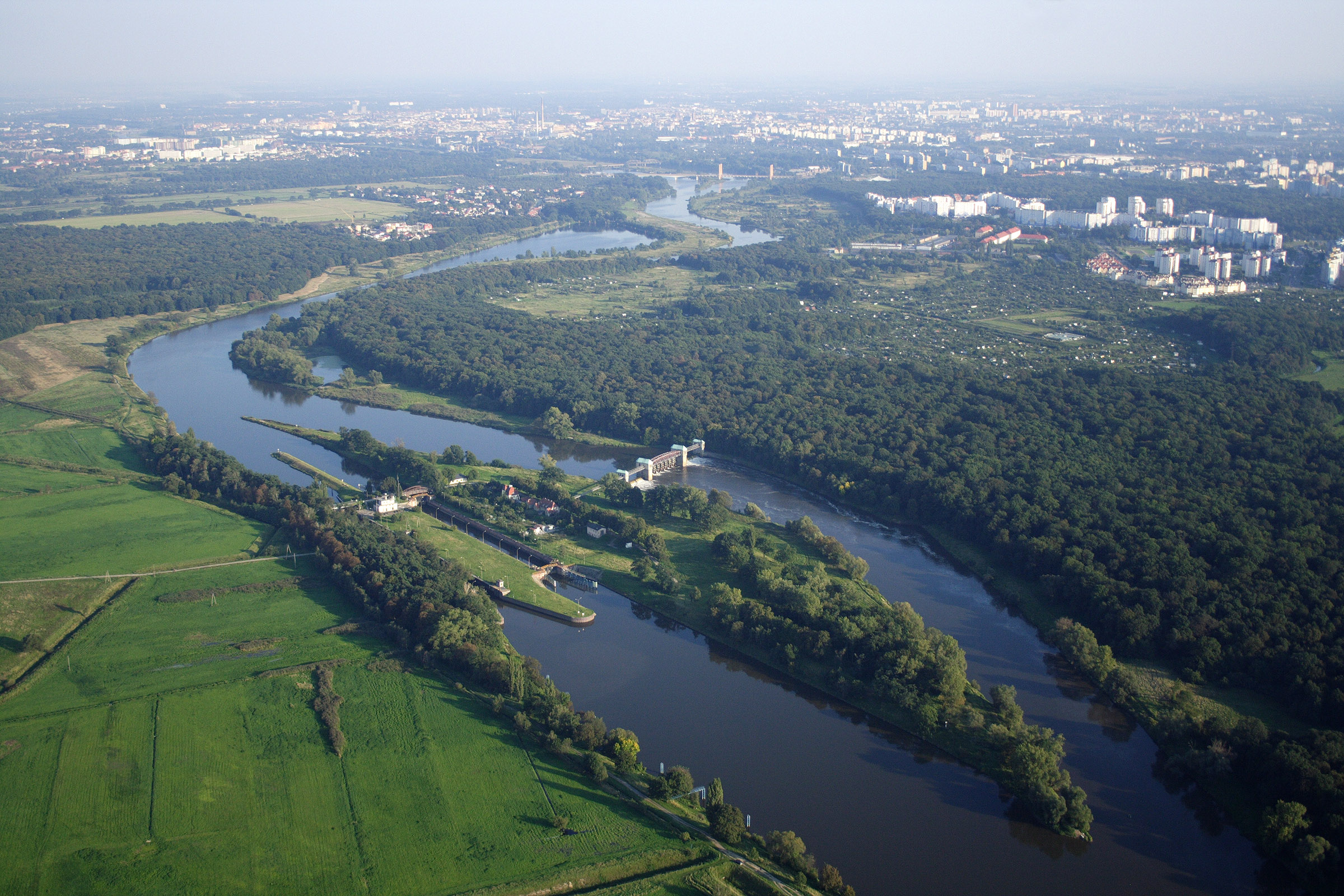
Przekop Odry w ramach Stopnia Wodnego Rędzin we Wrocławiu.

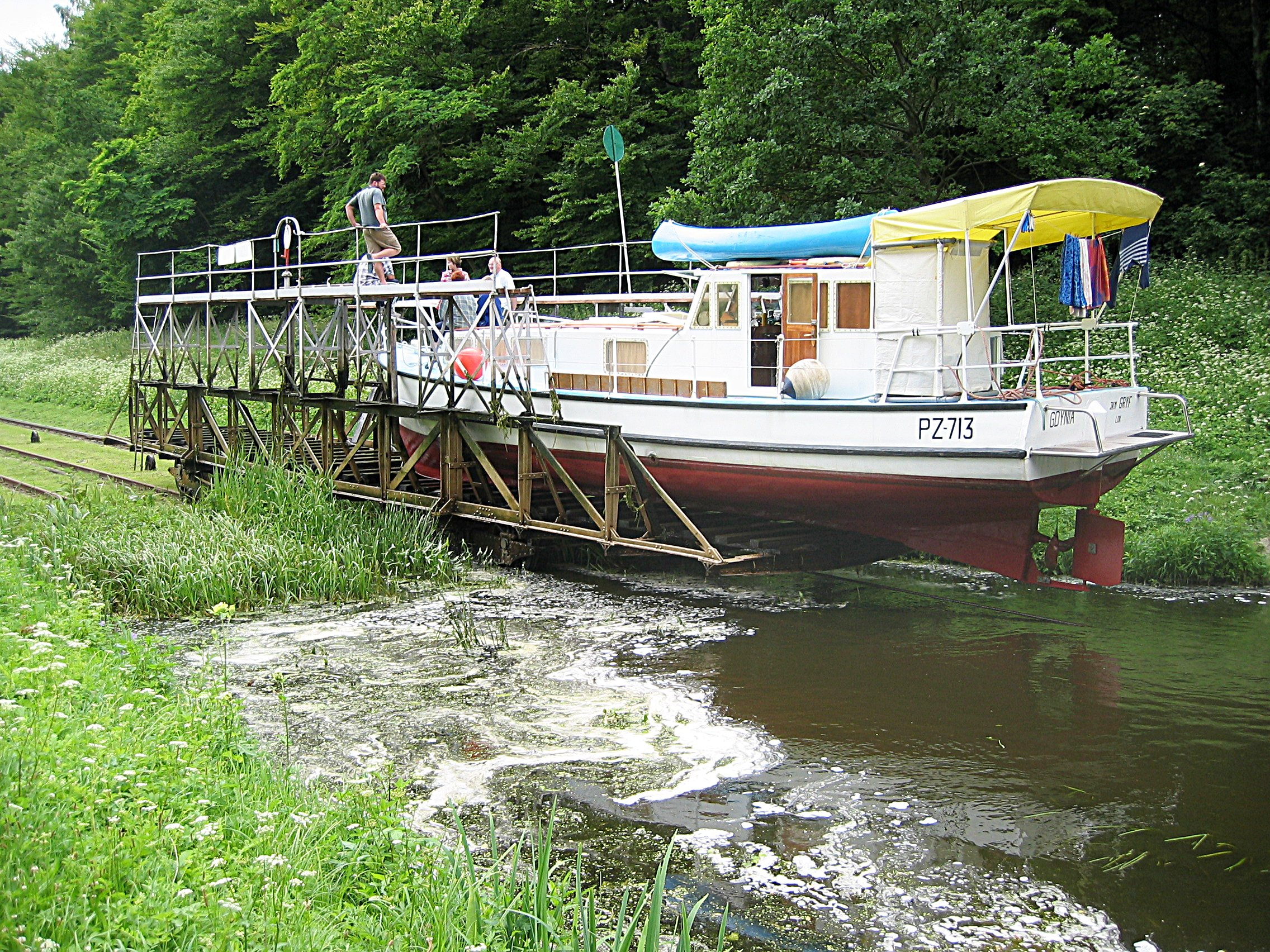
Kanał Elbląski: łódź na pochylni.

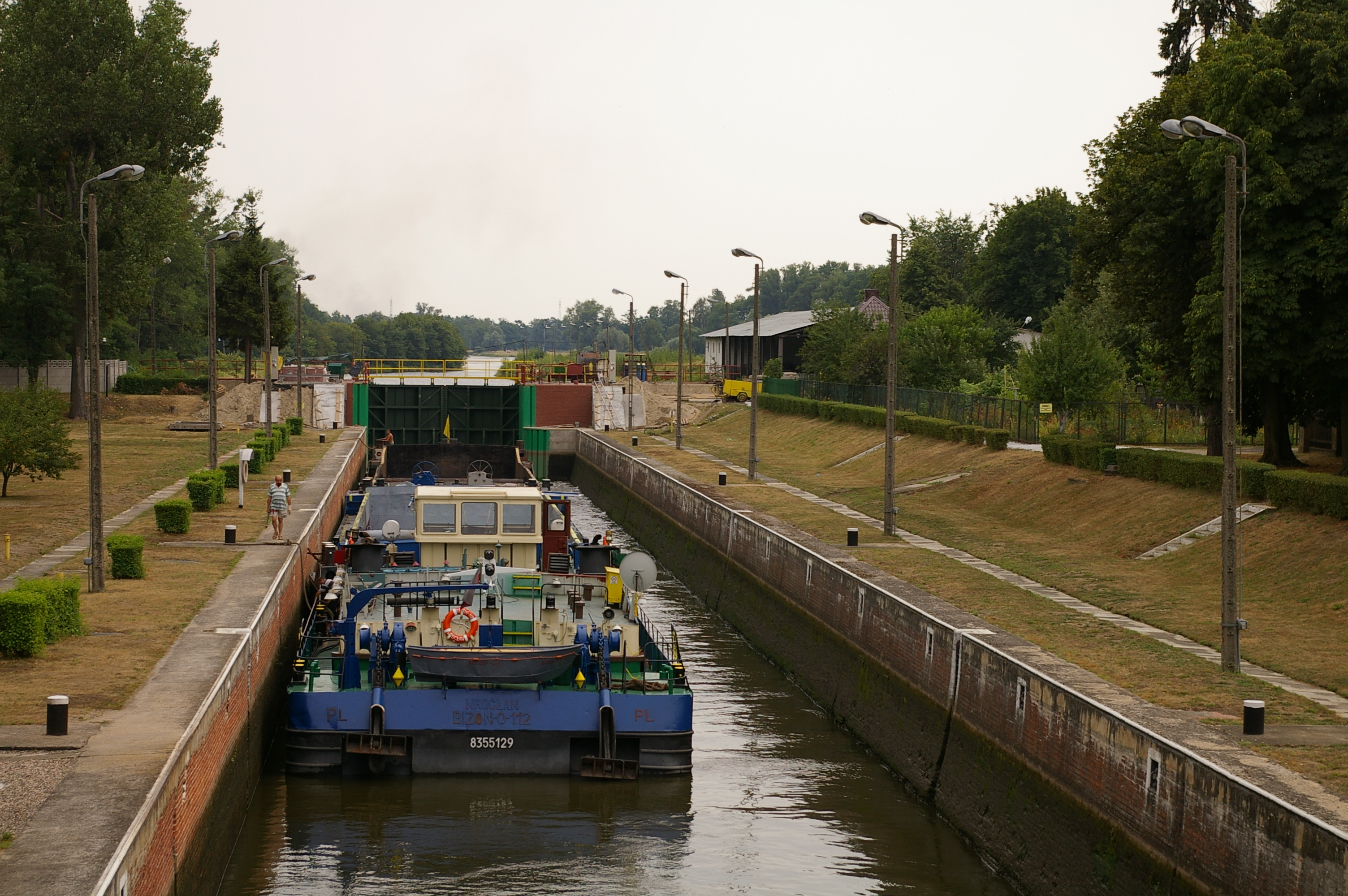
Kanał Żeglugowy: śluzowanie przez Śluzę Bartoszowice.

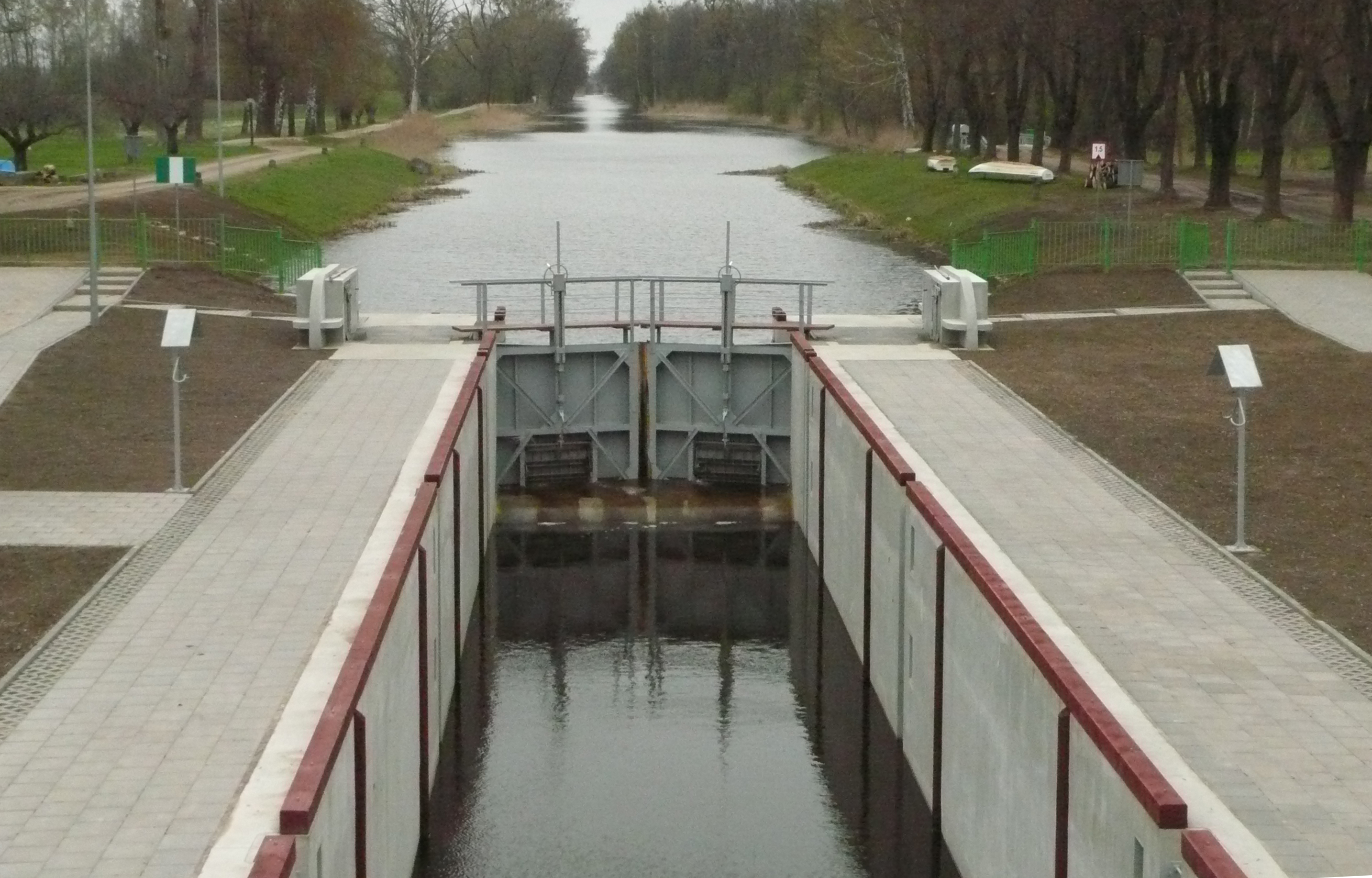
Kanał Augustowski: Śluza Borki.

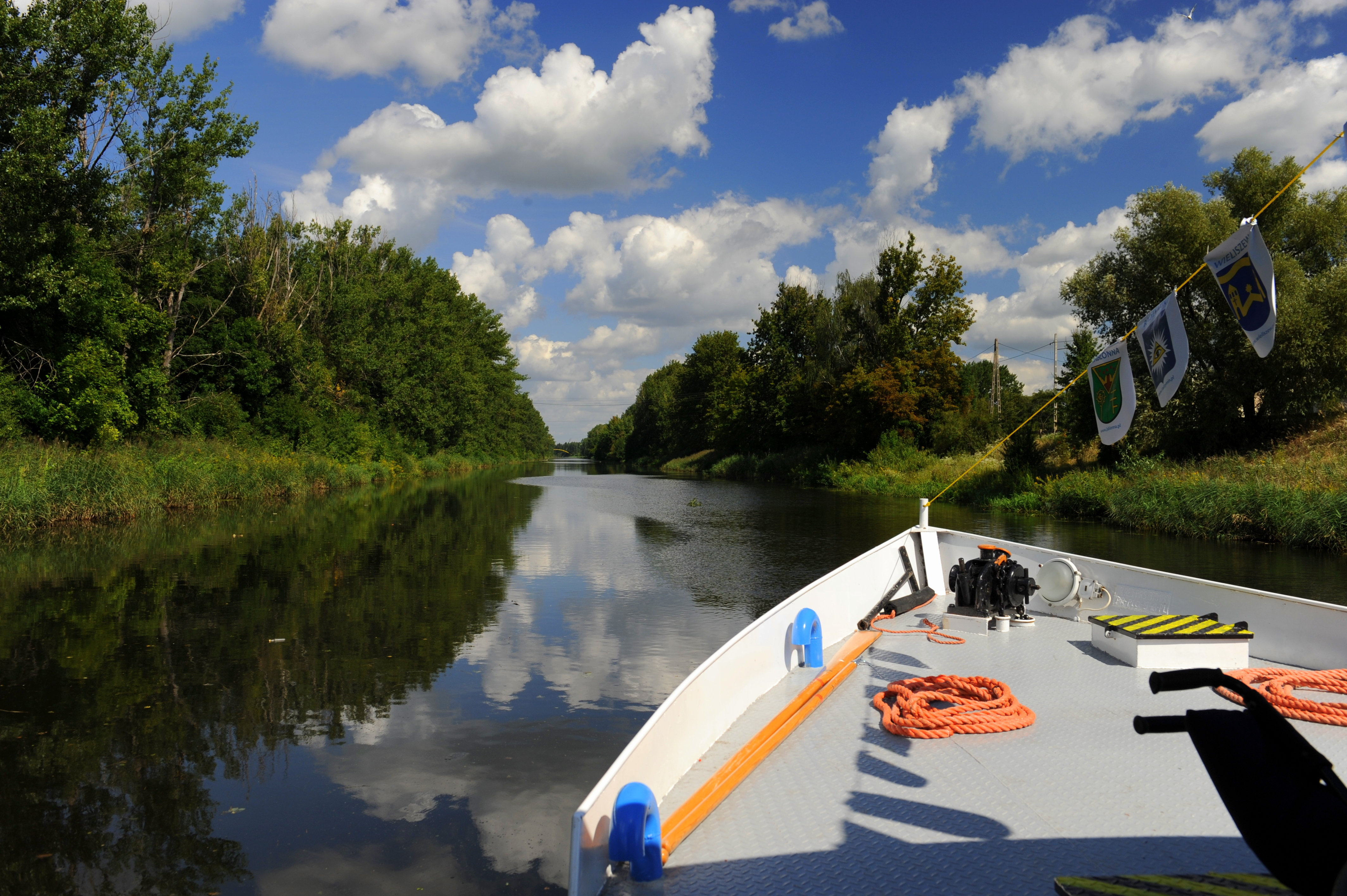
Kanał Żerański.

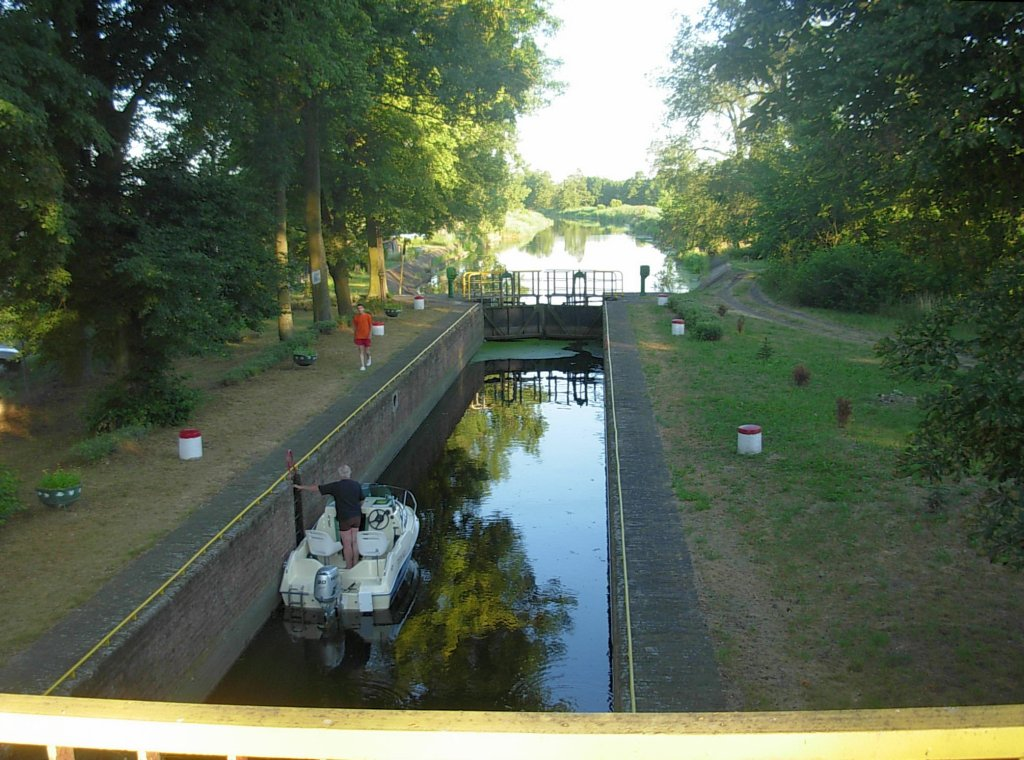
Kanał Górnonotecki: Śluza Dębinek II.

Kanał żeglugowy – budowla, której podstawowym elementem użytkowym jest tor wodny o określonych parametrach żeglugowych. Kanał taki stanowi sztuczną drogę wodną. Jest rodzajem kanału wodnego, którego głównym przeznaczeniem jest zapewnienie możliwości żeglugi na wyznaczonym szlaku wodnym, przy zachowaniu najlepszych warunków dla zadanych parametrów drogi wodnej. Najczęściej kanały takie są budowlami ziemnymi, choć mogą być także budowane w uzasadnionych przypadkach i inne (np. żelbetowe), także tylko na wybranych odcinkach z określonych, uzasadnionych przyczyn technicznych. Kanał składa się zazwyczaj z kolejnych stanowisk, połączonych budowlą umożliwiającą pokonanie różnicy poziomów wody w przyległych, następujących po sobie, stanowiskach. Kanał, który ma służyć wyłącznie żegludze wykonywane są z poziomym dnem (i tym samym poziomym zwierciadłem wody) Natomiast kanały żeglugowe, które mają także spełniać inne funkcje, np. energetyczne, co wymaga zapewnienia w nich przepływu wody na określonym poziomie, wykonuje się w spadku.

## Rodzaje
Kanały żeglugowe dzieli się na:
- łączące
  - wododziałowe (np. Kanał Bydgoski[6])
  - dojazdowe (np. Kanał Gliwicki[6])
- boczne – lateralne
  - skracające (prostujące), w tym przekopy (np. kanały żeglugowe we Wrocławskim Węźle Wodnym[4][6]),
  - objazdowe.

Ponadto kanały żeglugowe można także podzielić na:
- otwarte, tj. takie w których poziom wody jest tak jak akwenów lub cieków wodnych, które kanał łączy; taki kanał nie wymaga budowy stopni wodnych, w tym śluz, a przepustowość takiego kanału jest znacznie większa m.in. dzięki braku konieczności śluzowania,
- zamknięte, tj. takie w których poziom wody jest utrzymywany przez stopnie wodne ograniczające poszczególne odcinki (stanowiska), co wymusza budowę wielu obiektów hydrotechnicznych, zmniejsza przepustowość szlaków w wyniku konieczności pokonywania przez jednostki pływające różnic w poziomach wody za pomocą odpowiednich budowli (śluzy, podnośnie, pochylnie), ale umożliwiania połączenia akwenów i cieków wodnych o różnych poziomach wody.

## Elementy
W skład kanału żeglugowego oprócz samej budowli głównej (kanału), wchodzą także inne niezbędne budowle hydrotechniczne, takie jak:
- budowle umożliwiające pokonywanie różnicy poziomów wody, tj. śluzy komorowe, podnośnie, pochylnie[3][9][10],
- urządzenia zapewniające utrzymanie określonego poziomu wody w kanale, tj. regulatory stanu, np. przelewy, sterowane i niesterowane[3][11][12],
- wprowadzające cieki wodne, tj. upusty, spusty[13][14],
- urządzenia zabezpieczające, tj. bramy ochronne[3][15][16][17],
- budowle związane z obsługą żeglugi, tj. porty, przystanie, nabrzeża, zimowiska[3][18][19],
- budowle związane z przekraczaniem przeszkód terenowych, tj. mosty, estakady i tunele kanałowe[20], nasypy[7].

Oprócz wyżej wymienionych budowli hydrotechnicznych związanych z żeglugą, budowa kanału żeglugowego wiąże się z koniecznością realizacji także szeregu innych budowli, np.
- budowle związane z innymi ciekami wodnymi, tj. syfony, lewary, akwedukty itp.[3][21][22],
- budowle związane ze szlakami komunikacyjnymi: mosty, tunele itp.[23][24][25],
- budowle związane z infrastrukturą sieciową: przerzuty gazociągów, rurociągów itp.[24],
- i inne.

## Klasyfikacja, projektowanie i budowa
Jak wyżej zaznaczono z punktu widzenia eksploatacji polegającej użytkowaniu kanału zgodnie z jego przeznaczeniem, tj. żegludze, kanał żeglugowy jest sztuczną drogą wodną. Natomiast z punktu widzenia prawa budowlanego i prawa wodnego, taki kanał jest kanałem wodnym, tj. obiektem budowlanym zaliczanym do budowli i do obiektów liniowych. Natomiast akt wykonawczy do tej ustawy odnoszący się do obiektów hydrotechnicznych, tj. rozporządzenie w sprawie warunków technicznych jakim powinny odpowiadać budowle hydrotechniczne i ich usytuowanie, zalicza wprost kanały do kategorii budowli hydrotechnicznych. Kanały żeglugowe zaliczane są do II, III lub IV kategorii głównej budowli hydrotechnicznej w zależności od klasy drogi wodnej: kat. II dla klas V-IV, kat. III dla klas III-II, kat. IV dla klasy I drogi wodnej. Wody w kanałach zaliczane są do wód płynących. To czy dany kanał żeglugowy jest w Polsce zaliczany do śródlądowej drogi wodnej wynika z przepisów prawa, a nie jego funkcji.
Zagadnienie projektowania i budowy kanałów żeglugowych obejmuje szereg problemów, które muszą być uwzględnione oraz rozwiązane. Obejmuje ono zarówno wstępne określenie potrzeb i możliwości, co delimituje przyjęcie klasy drogi wodnej, a tym samym jej paramentów minimalnych, a także zagadnienie wykonalności inwestycji, jak i późniejsze szczegółowe projektowanie takich elementów jak trasowanie, przyjęcie przekroju poprzecznego, zganienie ubezpieczenia dna i skarp kanału oraz ich nachylenia, głębokości i szerokości drogi wodnej, profilowania łuków, gospodarki wodnej na kanałach oraz zagadnienia projektowania i budowy niezbędnych budowli hydrotechnicznych, komunikacyjnych i innych. Budowa kanału żeglugowego wymaga nie tylko pozwolenia na budowę, ale i pozwolenia wodnoprawnego.

## Gospodarka wodna
W Polsce zasady gospodarowania wodami podlegają regulacją wynikającym z prawa wodnego, a żegluga zaliczana jest do kategorii szczególnego korzystania z wód. Z technicznego punktu widzenia gospodarka wodna na kanale żeglugowym wymaga znalezienia źródła wody, które pokryje zużycie wody w kanale oraz straty wody. Zużycie wody wynik np. z konieczności śluzowań i in., a na kanałach także o innych funkcjach (np. energetycznych) to wynik zużycia do innych celów niż umożliwienie żeglugi, z kolei straty wody to wynik m.in. odparowywania wody, filtracji, nieszczelności na urządzeniach wodnych, przepełnienia stanowisk, przypadkowe itp. Gospodarowanie wodami powinno się opierać na opracowanych rocznych planach gospodarki wodnej.

## Zasilanie w wodę
Zasilanie w wodę kanału żeglownego może odbywać się:
- grawitacyjnie
- mechanicznie.

Zasilanie grawitacyjne jest najprostsze i odbywa się zwykle od stanowiska górnego kanału z akwenu lub cieku źródłowego, ewentualnie z uzupełnianiem w przypadku takiej potrzeby z cieków pośrednich wprowadzanych do kanału w jego biegu.
Zasilanie mechaniczne opiera się na zbudowaniu ujęcia wody, systemu rurociągów, rowów i pomp. Stosuje się także rozwiązania polegające na budowie przepompowni przy śluzach umożliwiających przerzut wody ze stanowiska dolnego do górnego.